# Rhinosciurus laticaudatus
Genre
Espèce
Statut de conservation UICN

 NT  : Quasi menacé
L’Écureuil de terre à tête de musaraigne ou écureuil à face de musaraigne (Rhinosciurus laticaudatus) est la seule espèce du genre Rhinosciurus, écureuil que l'on trouve en Thaïlande, Malaisie, Sumatra, et Bornéo.
Il mange des fruits et des feuilles mais aussi des vers de terre.
L’écureuil de terre à tête de musaraigne rappelle un peu le toupaille commun.

## Liste des sous-espèces
Selon World Register of Marine Species (2 juin 2016) et ITIS (2 juin 2016) :
- sous-espèce Rhinosciurus laticaudatus laticaudatus
- sous-espèce Rhinosciurus laticaudatus alacris
- sous-espèce Rhinosciurus laticaudatus saturatus

### GenreRhinosciurus
- (en) Mammal Species of the World (3e  éd., 2005) : Rhinosciurus Blyth, 1856
- (en) Catalogue of Life : Rhinosciurus Blyth, 1856 (consulté le 11 décembre 2020)
- (en) Paleobiology Database : Rhinosciurus Blyth 1856
- (fr + en) ITIS : Rhinosciurus Blyth, 1856
- (en) Animal Diversity Web : Rhinosciurus
- (en) NCBI : Rhinosciurus (taxons inclus)
- (en) UICN : taxon  Rhinosciurus  (consulté le 6 janvier 2023)

### EspèceRhinosciurus laticaudatus
- (en) Mammal Species of the World (3e  éd., 2005) : Rhinosciurus laticaudatus Müller, 1840
- (en) Catalogue of Life : Rhinosciurus laticaudatus (Müller, 1840)
- (fr + en) ITIS : Rhinosciurus laticaudatus (Müller, 1840)
- (en) Animal Diversity Web : Rhinosciurus laticaudatus
- (en) NCBI : Rhinosciurus laticaudatus (taxons inclus)
- (en) UICN : espèce Rhinosciurus laticaudatus (Müller, 1840)